# Zwinstreek
De Zwinstreek is een streek in het noorden van de Belgische provincie West-Vlaanderen en in het westen van Zeeuws-Vlaanderen, op het grondgebied van de steden en gemeenten Brugge, Damme, Knokke-Heist, Maldegem, Sint-Laureins en Sluis. Het is de streek waarin zich vroeger het Zwin en haar zijgeulen bevonden. In het landschap van de streek vinden we tal van sporen van het voormalige geulenstelsel van het Zwin.
Via deze natuurlijk geulen drong het zeewater lange tijd tot diep landinwaarts binnen. De streek bestond daardoor uit een grote oppervlakte aan slikken en schorren. Zowel het Oud Zwin als het zogenaamde Nieuwe Zwin brachten voor de stad Brugge en de hele streek welvaart en rijkdom. Het waren immers belangrijke vaarwegen van en naar de kust en de zee. Het Oud Zwin - waarop Brugge aansloot met een gegraven kanaaltje - gaf verbinding met de zee via Koolkerke (Brugge) en Westkapelle (Knokke-Heist). Het latere Zwin - waarop Brugge eveneens aantakte met een gegraven kanaal - gaf via Damme, Monnikerede, Hoeke, Sint Anna ter Muiden, Sluis en Cadzand verbinding met de zee. Sinds 13 oktober 2023 is de streek erkend als Landschapspark Zwinstreek.

## Bedijkingen
Om het hogergelegen land te beschermen tegen de invloed van de zee (via de geulen), werden de eerste beschermende dijken of dammen gebouwd. De eerste dijken in de Zwinstreek werden aangebouwd op de Blankenbergse Dijk of Gentele (tussen Brugge, Zuienkerke en Uitkerke (Blankenberge). Zo werden bijvoorbeeld aan de linkeroever van het Zwin de Evendijk, de Kalvekeetdijk, de Bloedlozedijk, de Krinkeldijk en de Romboutswervedijk gebouwd. Aan de rechteroever behoren de Branddijk (ook Damweg) en de Oude Sluissedijk tot de eerste dammen of dijken in de streek. In Zeeuws-Vlaanderen werden verschillende eilanden eerst bedijkt en werden vervolgens de tussenliggende geulen stapsgewijs ingepolderd. Niet minder dan 180 kilometer oude inpolderingsdijken sieren nog het landschap van de streek.
Met de bedijkingswerken werd later ook actief land gewonnen op zee. Denken we maar aan de huidige Internationale Dijk bij het huidige Zwin, die pas in 1872 werd aangelegd en die de Willem-Leopoldpolder deed ontstaan.

### Bedijkingen van het Zwin
| Bedijkingen op de linkeroever van het Zwin | Bedijkingen op de rechteroever van het Zwin |
| ------------------------------------------ | ------------------------------------------- |
| Polder Tussen beide Zwinnen                | Maldegemse Polder                           |
| Romboutswervepolder                        | Polder van Willem van Maldegem              |
| De Zeuge                                   | Polder van Boudin van Assebroek             |
| Kerkwatering van Oostkerke                 | Marquettepolder                             |
| 's Heer Baselishoekpolder                  | Manselinspolder                             |
| Greveningepolder                           | Pannenpolder                                |
| Baaspolder                                 | Roomspolder                                 |
| Schellebankpolder                          | Moerkerke Noord-Over-De-Lieve               |
| Polder van 177 G                           | Moerkerke Zuid-Over-De Lieve                |
| Polder van 94 G                            | Watering van Stampershoek                   |
| Tantspolder                                | Caudroenspolder                             |
| Noordpolder                                | Amelispolder                                |
| Vagevuurpolder                             | Carbosadepolder                             |
| Bodin Butspolder                           | Rijnsepolder                                |
| Noordpolder                                | Princepolder                                |
| Volkaaertsgotepolder                       | Koppelaarspolder                            |
| Hoge POlder                                | 's Heer Pieter Bonispolder                  |
| Monnikenpolder                             | O.L.V.-Polder                               |
| Keuvelpolder                               | Vijfpolders                                 |
| Paepenpolder                               | Robrechtspolder of 100 G Polder             |
| Vardenaarspolder                           | Polder van Namen                            |
| Kleine Reigaersvlietpolder                 | Polder Lem                                  |
| Polder van Groot Reigaersvliet             | Gheerolfspolder                             |
| Polder van Eyensluis                       | Vier Landsherenpolder                       |
| Oudemaarspolder                            | Poorterspolder                              |
| Oude Hazegraspolder                        | Luciepolder                                 |
| Nieuwe Hazegraspolder                      | Oude Polder                                 |
| Robbemoreelpolder                          | Grote Nieuwe Polder                         |
| Zoutepannepolder                           | Respagnepolder                              |
| Brixuspolder                               | Zeepolder                                   |
| Maneschijnpolder                           | Papenpolder                                 |
| Burkelpolder                               |                                             |
| Godefroipolder                             |                                             |
| Gouverneurspolder                          |                                             |
| Lippenspolder                              |                                             |

## Fortificaties
De streek was ook lange tijd het strijdtoneel voor de Tachtigjarige Oorlog (1568 - 1648) en de Spaanse Successieoorlog (begin 17e eeuw). De vele versterkte stadjes, forten en verdedigingslinies dateren uit deze tijd, denken we maar aan de Stadswallen van Damme, Sluis of aan het Fort van Beieren, het Verbrandt Fort en de Cantelmolinie. Deze strijd bepaalde in belangrijke mate de ligging van de Belgisch-Nederlandse staatsgrens doorheen de streek.

## Kanalenlandschap
Vanaf de 19de eeuw werd de streek letterlijk verdeeld in verschillende landschapskamers met de aanleg van het Napoleonkanaal of de Damse Vaart (1810), het Leopoldkanaal (1842), het Schipdonkkanaal (1846) en het Boudewijnkanaal (+/- 1900). De aanleg van de eerste gebeurde van militaire overwegingen, het tweelingkanalen in functie van de waterhuishouding van het jonge België, de laatste om Brugge te doen herleven op economisch vlak.

## De Brugse Haven en de Zwinstreek
Na de verlanding het Zwin, verloor Brugge niet alleen zijn zeeverbinding, maar verloor het ook haar economische betekenis. Na de duistere Late Middeleeuwen, de woelige godsdienstoorlogen, en de gemiste industriële revolutie trok Brugge zich op aan het plan om op de grens van Blankenberge en Heist een haven uit te bouwen: Zeebrugge. Tot op vandaag drukt deze poort op de wereld, een belangrijke stempel op de ontwikkeling van de streek.
De streek heeft een landschapsgeschiedenis die tot de rijkste van West-Europa behoort. Het trekt dan ook jaarlijks miljoenen toeristen en recreanten aan die er komen onthaasten en genieten.